# Вэйсянь (Синтай)
Вэйся́нь (кит. упр. 威县, пиньинь Wēi xiàn) — уезд городского округа Синтай провинции Хэбэй (КНР).

## История
При империи Тан эта территория была разделена между уездами Цзунчэн (宗城县), Цзинчэн (经城县) и Фучэн (府城县). При империи Сун в 1073 году уезд Цзинчэн был присоединён к уезду Цзунчэн. Затем эти места были завоёваны империей Цзинь, и в 1201 году была образована область Минчжоу (洺州), в которую вошли уезды Цзунчэн и Миншуй (洺水县). При империи Юань в 1234 году уезд Цзунчэн был присоединён к уезду Миншуй, который по-прежнему оставался в подчинении области Минчжоу. В 1247 году уезд Миншуй был переведён в подчинение области Вэйчжоу (威州). В 1252 году администрация области Вэйчжоу переехала в Миншуй. В 1255 году из уезда Миншуй был выделен уезд Гуанцзун. При империи Мин в 1369 году область была понижена в статусе до уезда — так появился уезд Вэйсянь.
В августе 1949 года был создан Специальный район Синтай (邢台专区), и уезд вошёл в его состав. В мае 1958 года Специальный район Синтай был расформирован, и уезд вошёл в состав Специального района Ханьдань (邯郸专区), а в декабре был присоединён к уезду Наньгун. В мае 1961 года Специальный район Синтай был создан вновь, и уезд Наньгун опять вошёл в его состав, а в июле из него вновь были выделены уезды Вэйсянь и Цинхэ. В 1969 году Специальный район Синтай был переименован в Округ Синтай (邢台地区).
В 1993 году решением Госсовета КНР были расформированы округ Синтай и город Синтай, и образован Городской округ Синтай.

## Административное деление
Уезд Вэйсянь делится на 7 посёлков и 9 волостей.